# Littleton (Colorado)
Littleton é uma cidade localizada no estado americano de Colorado, no Condado de Arapahoe e Condado de Douglas e Condado de Jefferson. Littleton se tornou amplamente conhecido em 1999 quando ocorreu o massacre de Columbine, algumas notícias na mídia relataram erroneamente como sendo localizado na cidade. A escola é, na realidade, localizado em Columbine, uma comunidade não incorporada ao Condado de Jefferson, ainda em um código postal associado principalmente com Littleton. A escola está incluída no sistema escolar do Condado de Jefferson, e não do sistema escolar de Littleton.

## Demografia
Segundo o censo americano de 2000, a sua população era de 40.340 habitantes.
Em 2006, foi estimada uma população de 40.324, um decréscimo de 16 (0.0%).

## Geografia
De acordo com o United States Census Bureau tem uma área de
36,1 km², dos quais 35,0 km² cobertos por terra e 1,1 km² cobertos por água. Littleton localiza-se a aproximadamente 1694 m acima do nível do mar.

## Localidades na vizinhança
O diagrama seguinte representa as localidades num raio de 8 km ao redor de Littleton.

## Cidades-Irmãs
Bega, Nova Gales do Sul, Austrália